# Budova urbanistického úřadu (Bělehrad)
Budova urbanistického úřadu (srbsky v cyrilici Зграда урбанистичког завода, v latince Zgrada urbanističkog zavoda) je brutalistická budova, která slouží pro potřeby úřadu pro plánování a rozvoj srbské metropole. Nachází se na ulici Palmotićeva. Stavba byla dokončena v roce 1970 podle projektu architekta Branislava Jovina.